# Liste der Baudenkmale im Stadtbezirk Scharnhorst
Die Liste der Baudenkmale im Stadtbezirk Scharnhorst enthält die denkmalgeschützten Bauwerke auf dem Gebiet des Stadtbezirks Dortmund-Scharnhorst in Nordrhein-Westfalen (Stand: 4. Februar 2025). Diese Baudenkmäler sind in der Denkmalliste der Stadt Dortmund eingetragen; Grundlage für die Aufnahme ist das Denkmalschutzgesetz Nordrhein-Westfalen (DSchG NRW).

Baudenkmäler sind „Denkmäler, die aus baulichen Anlagen oder Teilen baulicher Anlagen bestehen.“ Die Denkmalliste der Stadt Dortmund umfasst im Stadtbezirk Scharnhorst 33 Baudenkmäler.
Weiterhin sind Haus Kurl an der Kurler Straße 154 und die Zeche Scharnhorst an der Wambeler Landwehr als Bodendenkmäler in Teil B der Denkmalliste der Stadt Dortmund eingetragen.
Der Stadtbezirk Scharnhorst umfasst die Ortsteile Alt-Scharnhorst, Derne, Fleier, Grevel, Hostedde, Husen, Kirchderne, Kurl, Lanstrop, Scharnhorst-Ost und Westholz.

## Liste der Baudenkmäler
Die Liste umfasst falls vorhanden eine Fotografie des Denkmals, als Bezeichnung den Namen, sonst kursiv den Gebäudetyp, die Adresse sowie die Eintragungsnummer der Denkmalbehörde der Stadt Dortmund. Der Name entspricht dabei der Bezeichnung durch die Denkmalbehörde der Stadt Dortmund. Abkürzungen wurden teilweise zum besseren Verständnis aufgelöst, die Typografie an die in der Wikipedia übliche angepasst und Tippfehler korrigiert.
| Bild           | Bezeichnung                                                            | Lage                                                                   | Beschreibung | Bauzeit               | Eingetragen seit | Denkmal- nummer |
| -------------- | ---------------------------------------------------------------------- | ---------------------------------------------------------------------- | --- | --------------------- | ---------------- | --------------- |
| weitere Bilder | Tomson-Bock mit Schachthalle und Maschinenhaus (ehem. Zeche Gneisenau) | Heringenstraße 3 Karte                                                 | Das Fördergerüst über Schacht II der ehemaligen Zeche Gneisenau (sog. Tomson-Bock) wurde 1885–1886 errichtet. Der Tomson-Bock ist eine Sonderform des 1886 von C. Erdmann entwickelten stählernen englischen Bockes, der seit 1864 gebaut wurde. Nach konstruktiver Vereinfachung im Jahre 1874 (in Belgien) modernisierte Tomson von der Harpener Bergbau AG um 1895 abermals diese Bauform. Die weite Verbreitung im Ruhrgebiet führte zur Bezeichnung Tomson-Bock. Die ursprünglich mit Dampf betriebene Fördermaschine wurde später durch eine elektrisch betriebene ersetzt. Ansonsten ist die ursprüngliche Ausstattung noch weitgehend vorhanden. | 1885–1886             | 1989-07-03       | A 0004          |
| weitere Bilder | Doppelbockfördergerüst mit Fördermaschinen und Maschinenhäusern        | Heringenstraße 3 Karte                                                 | Das Doppelbockfördergerüst wurde 1934 über Schacht IV der ehem. Zeche Gneisenau von der Dortmunder Union Brückenbau errichtet. Wegen der beengten Platzverhältnisse wird das Gerüst nicht abgestrebt, sondern in der (seltenen Konstruktion) eines Turmgerüstes als Variante der Doppelstrebengerüste errichtet. Die Großlast-Dampffördermaschinen sind leistungsfähige Zweizylinder-Treibscheiben-Fördermaschinen für Nutzlasten über zehn Tonnen und Sicherheitsfahrtregler. Die nördliche Maschine ist von 1934, die südliche Maschine ist 10 Jahre älter und wurde von der Zeche Kurl übernommen. | 1934                  | 1989-07-03       | A 0005          |
| weitere Bilder | ehem. Luftschacht Rote Fuhr                                            | Rote Fuhr 70 Karte                                                     | Die Übertageanlage (Wetterschacht mit Befahrung) wurde 1926 für die ehemalige Zeche Preußen II errichtet. Der Luftschacht diente bis zur Verfüllung des Schachtes 1987 zur Belüftung der Grubenfelder. Er ist in zurückhaltender expressionistischer Form gestaltet. | 1926                  | 1989-07-03       | A 0007          |
| weitere Bilder | Wohn- und Geschäftshaus (Gaststätte)                                   | Kurler Straße 132 Karte                                                | Das Fachwerkgebäude entstand 1848–1861. 1904 erfolgte durch den Architekten Franz Weber für den Gastwirt Friedrich Schnier ein längsrechteckiger Saalanbau an das Haupthaus. Seitdem wird das Gebäude als Gaststätte genutzt. | 1848–1961             | 1989-09-21       | A 0055          |
| weitere Bilder | Wasserturm Lanstroper Ei                                               | Rote Fuhr Karte                                                        | Der Wasserturm wurde 1905–1906 nach einem Entwurf der Familie August Klönne für die Städtischen Gas- und Wasserwerke Unna erbaut. Der Ovaloid in Eiform aus Stahlblech mit einem Fassungsvermögen von 2000 Kubikmetern Wasser wird von einem einfachen Stahlgerüst getragen. Der Behälter hat auch die Bezeichnung Barkhausen-Behälter und ist in dieser Konstruktionsform der einzige Vertreter im Ruhrgebiet. | 1905–1906             | 1989-09-26       | A 0092          |
| weitere Bilder | Adelshaus Haus Wenge                                                   | Alekestraße 4 Karte                                                    | 1313 wurde die Adelsfamilie von der Weynghe das erste Mal urkundlich erwähnt. Aus dieser Zeit stammen die Grundmauern und Teile der Umfassung. 1598 wurde das Gebäude durch spanische Truppen zerstört. Beim anschließenden Wiederaufbau wurde nur die äußere Form im gotischen Stil beibehalten. 1962 brach man die Wirtschaftsgebäude und die Kapelle aus dem 19. Jahrhundert ab. | um 1313 (Grundmauern) | 1989-09-26       | A 0093          |
| weitere Bilder | Fachwerkhaus u. Backhaus (ehem. Hof Bergmann)                          | Werzenkamp 4 Karte                                                     | Das Westfälische Langhaus mit nördlichem Wirtschaftsteil und zweigeschossigem Wohnteil wurde nach Inschrift am Torbalken 1850 vom Meister Hölscher für die Familie Bergmann errichtet. Diese Anlage beherbergte bis in die 1870er-Jahre die erste selbständige Dorfschule für die Greveler Kinder. | 1850                  | 1989-11-07       | A 0227          |
| weitere Bilder | historischer Bauernhof Schmiemann                                      | Werzenkamp 9 Karte                                                     | Der Bauernhof Schmiemann war bereits im Schatzbuch der Grafschaft Mark von 1486 als Smedmann erwähnt. Zum Denkmalumfang gehören der Fachwerkbau, die Scheune, das Wirtschaftsgebäude, die Pflasterflächen und die Einfriedung. Der Fachwerkbau wurde 1855 errichtet. 1933 wurde das Wirtschaftsgebäude angebaut. | 1855 (Fachwerbau)     | 1989-11-07       | A 0228          |
| BW             | ehem. Hof Schulte-Tigges                                               | Dionysiusstraße 8 Karte                                                | Der Vierständerbau wurde nach einer Inschrift 1887 errichtet. Der Wohngiebel nach Westen wurde dem Fachwerkhaus 1932 massiv vorgesetzt und verputzt. | 1887                  | 1989-11-09       | A 0242          |
| weitere Bilder | Haus Bönninghausen (Ökonomie)                                          | Bönninghauser Straße 103 Karte                                         | Das Gebäude ist ein Relikt eines ehem. adligen Gräftenhofes zwischen Grevel und Lanstrop. Erhalten ist nur noch das ehemalige Wirtschaftsgebäude von 1733. Das ursprünglich nördlich davon gelegene Herrenhaus war von einer Gräfte umgeben und wurde vermutlich im Dreißigjährigen Krieg zerstört. | 1733                  | 1989-11-09       | A 0243          |
| BW             | Wohnhaus                                                               | Hostedder Straße 139 Karte                                             | Das Gebäude ist eine 1928 durch die Dortmunder Architekten D. & K. Schulze im Auftrage der Harpener Bergbau AG errichtete Bergwerksdirektoren-Villa im Stil der Neuen Sachlichkeit. | 1928                  | 1989-11-09       | A 0244          |
| weitere Bilder | Wohn- und Geschäftshaus                                                | Husener Straße 54 Karte                                                | 1868 erwarb der Krämer Heinrich Lünenbürger das unbebaute Grundstück, eine Bebauung ist für 1878 eingemessen. Zu diesem Zeitpunkt existierte am westlichen Ende des Grundstückes ein längsrechteckiger Baukörper mit einer abgewinkelten Straßenfassade an seinem östlichen Giebelende sowie ein kurzrechteckiger Baukörper am östlichen Ende des Grundstückes im Abstand zum längsrechteckigen Bauteil. Ein sich an diesen Baukörper nördlich anschließender Teil wird 1888 mit dem Saalanbau in Verlängerung des Westgiebels aufgegeben. 1905 erfolgte die Überbauung des Zwischenraumes der beiden rechteckigen Baukörper durch den Bauunternehmer Heinrich Knöpper im Auftrage von Heinrich Lünebürger. Zu dieser Zeit fungierte das Haus in seinem westlichen Teil als Gastwirtschaft und Wohnhaus, im Mittelteil als Laden und im östlichen Teil als Stallung. 1912 kam es zur Veränderung des östlichen Teiles durch die Umfunktionierung zum Ladenlokal. 1934 erfolgte ein völliger Neubau des östlichen Hausteiles. | 1878                  | 1989-11-09       | A 0245          |
| weitere Bilder | Wohnhaus                                                               | Husener Straße 67 Karte                                                | Das Gebäude wurde 1902 durch den Architekten und Bauunternehmer Franz Weber für den Wirt und Ziegeleibesitzer Wilhelm Lahr mit Fassaden im Stil der Neorenaissance errichtet. | 1902                  | 1989-11-09       | A 0246          |
| weitere Bilder | Wohn- und Geschäftshaus                                                | Kurler Straße 149 Karte                                                | Das Fachwerkgebäude aus dem 19. Jahrhundert war ursprünglich das Wohngebäude des Hofes Buchbinder. 1906 beauftragte der Gastwirt Ludwig Buchbinder den Architekten und Bauunternehmer Franz Weber einen Saalanbau zu errichten. Seitdem wurde das Gebäude als Gaststätte genutzt. | 19. Jahrhundert       | 1989-11-09       | A 0248          |
| BW             | ehem. Hof Hiddemann                                                    | Merkurstraße 36 Karte                                                  | Nach einer Inschrift 1816 wurde das Längsdeelenhaus von Johan Franz Hennerich Lohman genannt Hideman errichtet. Die erste urkundliche Erwähnung des Hofes erfolgte bereits 1569. Bemerkenswert ist, dass zur Verzierung über dem Inschriftenbalken Hölzer in Form der Jahreszahl 1816 angeordnet wurden. | 1816                  | 1989-11-09       | A 0249          |
| BW             | kleines Fachwerkwohnhaus                                               | Altenderner Straße 189 Karte                                           | Das Gebäude wurde nach einer Inschrift am Torbalken 1690 errichtet. Der kleine Fachwerkschuppen an der westlichen Grundstücksgrenze aus der zweiten Hälfte des 19. Jahrhunderts enthielt eine Schmiede, die bis in die vorige Generation betrieben wurde. | 1690                  | 1989-11-09       | A 0261          |
| weitere Bilder | ev. Kirche St. Dionysius, Kirchderne mit zwei Kriegerdenkmälern        | Grüggelsort 1 Karte                                                    | Die Hallenkirche wurde im zweiten Viertel des 13. Jahrhunderts errichtet. Der Westturm ist älter. Die Sakristei ist spätgotisch, 1701 wurde der Turmhelm errichtet. 1944 wurde die Kirche durch einen Bombenangriff stark zerstört, wobei die Ausstattung bis auf die unten Genannte, die mit unter Schutz steht, ebenfalls zerstört wurde. Erhalten sind: Skulpturen und Maßwerkfüllungen des ehemaligen Altarretabels von 1500, drei Standfiguren und drei Engelsköpfe der ehem. Kanzel von 1692, Taufstein aus der Mitte des 11. Jahrhunderts und drei Glocken (von 1587, 1588 und 1530). | ca. 1226–1250         | 1989-11-28       | A 0283          |
| weitere Bilder | Kriegerdenkmal                                                         | bei Greveler Straße 39 Karte                                           | Das Kriegerdenkmal für die Gefallenen des Ersten Weltkriegs wurde von der Firma Fischer und Bumann aus Dortmund 1922 hergestellt. 1988 wurden zwei Bronzetafeln an den Seitenflächen mit den Namen der gefallenen Greveler Bürger aus beiden Weltkriegen angebracht. | 1922                  | 1990-03-09       | A 0360          |
| weitere Bilder | Wohn- und Geschäftshaus                                                | Altenderner Straße 1 Karte                                             | Das Gebäude wurde 1894 vom Bauunternehmer W. Harde im Auftrag des Kaufmanns Heinrich Dönike mit Fassaden im Stil des Neobarock errichtet. | 1894                  | 1990-10-19       | A 0402          |
| weitere Bilder | Wohnhaus                                                               | Husener Straße 77 Karte                                                | Das Gebäude wurde in der zweiten Hälfte des 19. Jahrhunderts für zwei Parteien gebaut. Zum Denkmalumfang gehören der eingeschossige Anbau und das freistehende Stallgebäude aus Backstein. Es gibt Zeugnis über das vorindustrielle Husen. | um 1875               | 1991-01-29       | A 0420          |
| weitere Bilder | Bahnhofempfangsgebäude                                                 | Mühlackerplatz 4 Karte                                                 | Das Bahnhofsempfangsgebäude stammt aus dem Jahre 1904. Der Zeit entsprechend ist die Gestaltung des Gebäudes durch jugendstilhafte Elemente beeinflusst. | 1904                  | 1991-03-18       | A 0430          |
| weitere Bilder | Fachwerkwohnhaus                                                       | Kurler Straße 163 Karte                                                | Das Gebäude wurde nach Heimatliteratur 1801 von Fritz Becker errichtet, gehört stilistisch jedoch eher in die Mitte des 19. Jahrhundert. | 1801                  | 1993-03-24       | A 0575          |
| weitere Bilder | ehem. Backhaus                                                         | Wickerholz 11 Karte                                                    | Das Backhaus wurde um die Mitte des 19. Jahrhunderts im Rundbogenstil errichtet. | um 1850               | 1993-04-01       | A 0578          |
| weitere Bilder | kath. Kirche St. Michael                                               | Michaelstraße 4 Karte                                                  | Die dreischiffige Stufenhalle in den Formen der rheinischen Spätromanik ist nach Grundstein auf 1912 datiert. | 1912                  | 1993-08-12       | A 0649          |
| weitere Bilder | ev. Kirche Husen                                                       | Denkmalstraße 9 Karte                                                  | Die Kirche wurde 1907–1908 durch den Hagener Kirchenbaumeister Gustav Mucke in der Formensprache der Neugotik errichtet. Zum Denkmalumfang gehört die pneumatische Orgel von 1908. | 1907–1908             | 1994-11-21       | A 0741          |
| BW             | Wohnhaus                                                               | Altenderner Straße 151 Karte                                           | Das Fachwerkgebäude stammt aus der ersten Hälfte des 19. Jahrhunderts. | um 1825               | 1995-02-15       | A 0750          |
| weitere Bilder | Fachwerkgebäude                                                        | Greveler Straße 23 Karte                                               | Das Gebäude wurde 1826 errichtet und war Teil einer landwirtschaftlichen Hofanlage. Die Bauweise entspricht der des dreischiffigen niederdeutschen Hallenhauses. Am Wirtschaftsteil wurde das Fachwerk 1941 an der westlichen Giebelseite und die halbe nördliche Traufseite durch Ziegelmauerwerk ersetzt. Der rückwärtige südliche Anbau ist ohne Denkmalwert. | 1826                  | 1995-06-11       | A 0825          |
| weitere Bilder | Wegekreuz                                                              | bei Greveler Straße 222 Karte                                          | Das Wegekreuz stammt aus dem 19. Jahrhundert. Es wurde als sog. „3-Nagel-Kruzifix“ erstellt. | 19. Jahrhundert       | 1995-06-12       | A 0827          |
| weitere Bilder | Wegekreuz                                                              | Bremsstraße/Wasserfuhr Karte                                           | Das Wegekreuz wurde um 1919 errichtet. Es ist als lateinisches Hochkreuz mit Christusfigur als sogenanntes „3-Nagel-Kruzifix“ auf Sockel mit lateinischer Inschrifttafel gestaltet. Während Sockel und Kreuzbalken aus Sandstein 1919 errichtet wurden, könnte die Skulptur der Christusfigur möglicherweise älter sein. Gesicht und Corpus der Figur weisen expressionistische Stilelemente auf. | 1919                  | 1995-09-11       | A 0832          |
| weitere Bilder | Fachwerkbau                                                            | Rehkamp 7 Karte                                                        | Das Längsdeelenfachwerkhaus wurde nach Inschrift im Torbalken 1780 errichtet. | 1780                  | 1996-11-22       | A 0840          |
| weitere Bilder | kath. Kirche St. Johannes Baptista                                     | Werimboldstraße 8 Karte                                                | Der Saalbau wurde 1733 mit vier Längsachsen errichtet und 1785 auf fünf beim Bau der massiven Westwand erweitert. Unter Schutz stehen der 1733 und 1785 errichtete Saalbau und der Turm aus dem Jahr 1906. Der kunsthistorisch bedeutendste Teil der Innenausstattung ist das romanische Taufbecken aus dem letzten Drittel des 12. Jahrhunderts. Die Anbauten aus den Jahren 1971–1972 stehen nicht unter Schutz. | 1733                  | 1998-02-04       | A 0850          |
| weitere Bilder | Müsersiedlung                                                          | Bogenstraße 1–33, 35, 37, 39–47, 49–53 (ungerade), 55–71, 73, 75 Karte | Die Müsersiedlung wurde von der Harpener Bergbau Aktien Gesellschaft Dortmund zwischen 1908 und 1913 für die Arbeiter der Zeche Gneisenau erbaut, nachdem man 1890 zunächst nur Steigerhäuser errichtet hatte. Sie war mit 63 Wohnhäusern nach gartenstadtähnlichen Vorbildern geplant, man rückte hiervon jedoch nach und nach in Richtung Geschosswohnungsbau ab. Zum Denkmalumfang gehören: Bogenstraße 1 bis 33, 35, 37, 39 bis 47, 49, 51, 53, 55 bis 71, 73, 75. | 1908–1913             | 2006-11-22       | A 1021          |
| BW             | evangelisches Luther-Haus                                              | Altenderner Straße 62 Karte                                            | Das evangelische Gemeindehaus mit gottesdienstlicher Versammlungsstätte wurde in den 1920er-Jahren durch Bauunternehmer Konrad Saamer geplant und gebaut. Es wurde nach Beschädigung in den 1950er- und 1960er-Jahren restauriert und ergänzt. | um 1925               | 2024-12-06       | A 1068          |

Ehemalige Denkmäler
| Bild           | Bezeichnung | Lage                     | Beschreibung | Bauzeit | Eingetragen seit | Denkmal- nummer |
| -------------- | ----------- | ------------------------ | ------------ | ------- | ---------------- | --------------- |
| weitere Bilder | Wohnhaus    | Husener Straße 84a Karte |              |         |                  | A 0247          |